# Cícero Nunes
Cícero Nunes Cordeiro (Rio de Janeiro, 6 de abril de 1912 — 3 de fevereiro de 1993) foi compositor e violonista brasileiro.

## Biografia
Era filho de Manuel Pedro de Morais e Antônia Nunes Cordeiro. Aos quatro anos de idade, foi morar com um tio na Paraíba. Voltou à capital federal dez anos depois, empregando-se na Fundição Elmo (hoje extinta) para ajudar no sustento da família. Um ano depois, passou a trabalhar na Estamparia Colombo e, pouco mais tarde, numa litografia na Rua da Alfândega.
Em 1930, tornou-se ajudante de farmácia na Casa de Saúde Pedro Ernesto, passando depois para a função de ascensorista. Ocupou o cargo de motorista do hospital, entre 1931 e 1935. Nessa época, passou a se interessar por música através de um colega violonista, aprendendo a tocar violão e a compor músicas.
No ano seguinte, teve sua primeira composição lançada em disco: Oh, Seu José, parceria com Portelo Juno, gravada por Castro Barbosa na Victor. No entanto, o sucesso viria apenas no ano seguinte, com o samba Me Dá, Me Dá (parceria com Juno), gravador por Carmen Miranda para a Odeon. A partir de então, passou a compor principalmente choros humorísticos. Em 1938, Dircinha Batista e Barbosa Júnior gravaram Ele Não Dorme Sem Apanhar na Odeon, e Aracy de Almeida, o samba Pão com Banana (c/Portelo Juno).
A partir de 1944, passou a se dedicar ao samba-canção, gênero que lhe rendeu grandes êxitos, entre os quais, Apogeu (c/Herivelto Martins), gravado por Francisco Alves; Aquela Mulher, por Nelson Gonçalves; e Mensagem (c/Aldo Cabral), por Isaura Garcia.
Em 1947, passou a trabalhar como funcionário da União Brasileira dos Compositores, de que foi também vice-secretário. Continuando a compor em vários gêneros, fez ainda, com Humberto Teixeira, os baiões de sucesso Um Cabra Não Chora (1954) e Manjericão (1959). Continuou a gravar suas composições, pela década de 1960, com cantores como Anísio Silva, Isaura Garcia, Jamelão e Moreira da Silva.